# Красный Аксай (предприятие)
«Красный Аксай» — машиностроительное предприятие Российской империи, СССР и Российской Федерации, располагавшееся в Ростове-на-Дону.
Занимался разработкой и производством сельскохозяйственной техники, а также запасных частей к ней.

## История и деятельность
В 1890 году предприниматели Акимов и Григорьев открыли в станице Аксайской кузнечную мастерскую по ремонту бричек и плугов. В 1891 году на окраине города Нахичевань-на-Дону построили «Плугостроительный механический чугунно- и меднолитейный завод Акционерного общества „Аксай“» и зарегистрировали торгово-промышленное товарищество «В. М. Григорьев и К». Позже завод стал называться «Завод земледельческих машин и орудий „Аксай“».
С первых лет существования завод выпускал сельскохозяйственную технику: жатки, одно- и двухлемешные плуги, в числе которых эксклюзивный плуг серии «ДТ» конструкции русского умельца и кузнеца Д. П. Титова. В 1904 году в заводе уже существовали литейный, механический, кузнечный, жатвенный, модельный и малярный цеха. В 1913 году предприятие выпустило 30 000 плугов и 8000 жаток. Одновременно в 1903 году завод освоил выпуск первых отечественных автомобилей, все комплектующие для которых (кроме резины и катушек зажигания) и сборка производились полностью на заводе. Были изготовлены первые 20 автомобилей, прототипом для которых послужили машины марки «Олдсмобиль». В 1906—1912 годах выпускались лодочные моторы, первые отечественные тракторы, комбайны для уборки кукурузы, ротационные мотыги, рассадопосадочный комбайн. В 1916 году, когда в ходе Первой мировой войны остро возникла потребность русской армии в автомобилях, царское правительство выделило средства на постройку шести автомобильных заводов, в число которых попало и существующее товарищество «Аксай». Прототипом для автомобилей завода «Аксай» был выбран грузовик марки «Паккард». Но из-за Февральской и Октябрьской революций строительство ни одного из запланированных заводов завершено не было. Тем не менее в 1918 году здесь было собрано несколько бронеавтомобилей для добровольческой армии Юга России.

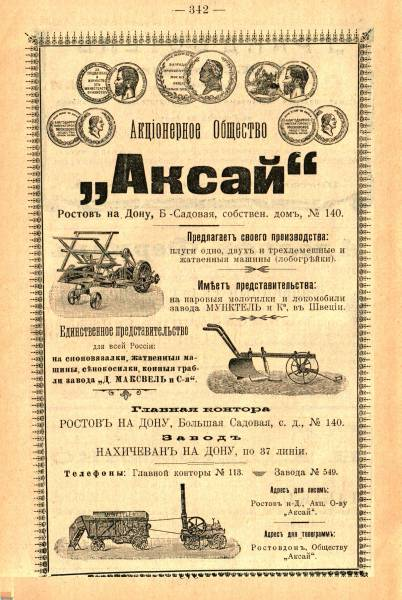
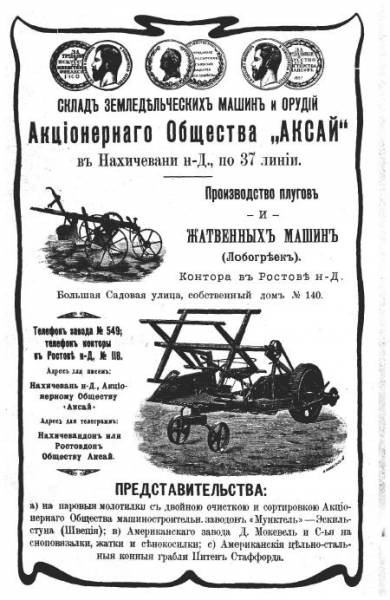

### СССР
После Гражданской войны и национализации в 1920 году, в 1923 году завод стал называться «Красный Аксай». В 1929 году на заводе был собран первый русский зерновой комбайн «Колхоз». В 1933 году на «Красном Аксае» побывал «всесоюзный староста» М. И. Калинин. К 1939 году «Ростсельмаш» и «Красный Аксай» произвели четвёртую часть всех сельскохозяйственных машин, выпускавшихся в Советском Союзе. В 1941 году завод экспонировал на Всесоюзной сельскохозяйственной выставке в Москве 12 новых почвообрабатывающих машин.
В годы Великой Отечественной войны завод выпускал военную продукцию для фронта. Затем вместе с заводом «Ростсельмаш» был эвакуирован в Ташкент, где продолжил выпуск военной продукции. Комитетом обороны СССР завод был награждён переходящим Красным Знаменем. В феврале 1943 года Ростов-на-Дону был освобождён от немцев, и уже в марте «Красный Аксай» выпустил первую партию военного назначения. С 1945 года завод снова начал выпускать мирную продукцию.
До распада СССР «Красный Аксай» выпускал почвообрабатывающую технику, в частности культиваторы для возделывания почвы под сахарную свеклу, кукурузу, подсолнечник для всего СССР. Продукция завода экспортировалась в 45 стран мира. Завод процветал: имел базу отдыха на Зелёном острове (Ростов-на-Дону), детский оздоровительный лагерь и базу отдыха «Золотой берег» на Черноморском побережье, санаторий-профилакторий в Александровке (Ростов-на-Дону), общежития для рабочих, Дворец культуры, несколько детских садов, собственную небольшую типографию, выпускавшую газету «Красноаксаец».
Силами работников завода в конце 50х годов, для собственного проживания был отстроен посёлок Фрунзе, находящийся по улице Стальского, существующий до настоящего времени.

### Российская Федерация
В 1992 году предприятие было приватизировано и вошло в финансово-промышленную группу «Донинвест». На заводе, помимо основной продукции, собирались автомобили южно-корейской компании Daewoo Motors: Nexia, Espero, Lanos (под названием «Донинвест Ассоль»), Nubira («Донинвест Орион») и Leganza («Донинвест Кондор») из корейских комплектующих. Также в течение некоторого времени здесь на экспериментальной площадке собирался микроавтобус Hyundai County. В 1999 году ОАО «Красный Аксай» было объявлено банкротом и в том же году образовано ЗАО «Красный Аксай», учредителем которого стал также «Донинвест».

### Ростовский автобусный завод
ООО «Ростовский автобусный завод» учреждено в 2007 году и занималось организацией сборки городских автобусов большого класса РоАЗ-5236 на мощностях завода Красный Аксай. Модель разработана украинским ОАО «Укравтобуспром» и представляет собой переработанный Тур А181. Автобус оснащается немецким двигателем Deutz, коробкой передач и портальными мостами ZF. Внешний вид автобуса дорабатывался в Германии. Автобус имеет низкопольную компоновку, четыре двери, из которых две широкие двухстворчатые находятся в пределах колёсной базы. Впервые автобус был представлен в 2008 году на Московском международном автотранспортном форуме в Крокус-Экспо. В апреле 2010 года в Москве на выставке Комтранс был представлен трёхдверный вариант автобуса РоАЗ-5236 без двери в задней секции кузова. Было выпущено около сотни автобусов.
Генеральным директором РоАЗ в 2010 году стал Постный Владимир Николаевич.
В 2011 году украинский поставщик запчастей «Сферос-Электрон» подал иск в арбитражный суд Ростовской области с требованием о банкротстве РоАЗа, однако после рассмотрения производство по делу было прекращено.
С 28 декабря 2011 года вследствие нерентабельности завод прекратил деятельность. Оборудование было демонтировано и перевезено на «Таганрогский автомобильный завод». По словам заместителя мэра Ростова-на-Дону Виталия Золотухина, группа «Донинвест», в которую входят ТагАЗ и РоАЗ, не видит перспектив сборки автобусов в Ростове.

### Настоящее время
Завод окончательно обанкротился в 2011 году и прекратил существование. Работала только охрана, корпуса стали ветшать и были заброшены, оборудование распродано на металлолом. В 2016 году здесь началось строительство нового жилого микрорайона компанией «ЮгСтройИнвест», которая приобрела территорию бывшего завода «Красный Аксай». Все производственные и административные корпуса были уничтожены.